# Sant'Andrea Apostolo dello Ionio
Sant'Andrea Apostolo dello Ionio er en by i Calabrien, Italien med 1.701 (2023) indbyggere.